# UltraViolet
UltraViolet es un sistema de derechos digitales (DRM) basado en la nube, desarrollado por DECE LLC, un consorcio que incluye a Sony, Adobe, Cisco, HP, Microsoft e Intel.
Apple y Disney no admiten este formato.
UltraViolet pretende crear una biblioteca virtual en línea para cada usuario. Esta biblioteca sería utilizada para permitir compartir con otros usuarios de UltraViolet, y transferir datos, o reproducir medios, en un dispositivo que permita la tecnología UltraViolet. Una conexión de internet sería requerida para esto. Todos los otros usos están restringidos, de esta manera no será posible utilizar el formato en dispositivos que no soportan el servicio. Un modelo de precios no ha sido mencionado todavía.
DECE ha anunciado que las pruebas de la  versión beta de UltraViolet iniciarán en Otoño de 2010.

## Críticas
Defective By Design critica UltraViolet debido a que éste restringe el control de los usuarios, y de esta manera no permite a los usuarios más derechos que los que los usuarios tendrían si el contenido fuera distribuido sin DRM.:
Ultraviolet intenta almacenar medios digitales que sean comprados por el usuario en un servidor centralizado, con la meta de impedir que los usuarios guarden sus archivos en dispositivos no autorizados, y no puedan compartir ni sacar copias de los mismos.